# HD 100893
HD 100893，又名CD-32 8199，SAO 202622、HR 4469，是一颗恒星，视星等为5.74，位于銀經285.51，銀緯26.76，其B1900.0坐标为赤經11h 31m 37.2s，赤緯-33° 26.76′ 57″。